# Echinotheridion andresito
Echinotheridion andresito är en spindelart som beskrevs av Ramírez och González 1999. Echinotheridion andresito ingår i släktet Echinotheridion och familjen klotspindlar. Inga underarter finns listade i Catalogue of Life.